# Dobrivoj Rusov
Dobrivoj Rusov (* 13. ledna 1993 Trnava) je slovenský profesionální fotbalový brankář, který od roku 2018 působící ve slovenském klubu FC Spartak Trnava. Je bývalým mládežnickým reprezentantem Slovenska.

## Klubová kariéra
Svoji fotbalovou kariéru začal v FK Lokomotíva Trnava, odkud v průběhu mládeže zamířil do FC Spartaku Trnava.

### FC Spartak Trnava
V roce 2011 se propracoval do prvního týmu. V sezoně 2012/13 bojoval se Spartakem o záchranu v nejvyšší soutěži, která se zdařila. Začátkem září 2013 si zlomil kost v ruce, což si vyžádalo cca měsíční pauzu. S Trnavou se představil v Evropské lize UEFA 2014/15. V prvním utkání druhého předkola proti gruzínskému klubu FC Zestafoni vychytal čisté konto (remíza 0:0). Ve druhém zápase také neinkasoval a domácí výhra 3:0 zajistila Trnavě postup do 3. předkola proti skotskému klubu St. Johnstone FC. 8. července 2014 podepsal s týmem nový kontrakt do léta 2017 (původní mu měl vypršet v prosinci 2014). Celkem za mužstvo odchytal 50 ligových zápasů.

### Piast Gliwice
V lednu 2015 přestoupil do polského klubu Piast Gliwice, kde podepsal smlouvu na tři roky.

#### Sezona 2014/15
V Ekstaklase za Piast debutoval v ligovém utkání 23. kola (7. března 2015) proti Górniku Zabrze (remíza 2:2). V utkání 27. kola proti týmu Śląsk Wrocław vychytal svoje první čisté konto (zápas skončil výhrou Piastu 2:0). V ročníku odchytal celkem 5 ligových střetnutí.

#### Sezona 2015/16
V ročníku 2015/16 neodchytal za Piast žádný ligový zápas. Společně s Rafałem Leszczyńskim kryl záda Jakubu Szmatułovi.

#### Sezona 2016/17
S Piastem se představil ve 2. předkole Evropské ligy UEFA, kde klub narazil na švédský tým IFK Göteborg, kterému podlehl 0:3 (v tomto utkání Dobrivoj nenastoupil) a remízoval s ním 0:0.

## Klubové statistiky
Aktuální k 28. květnu 2016
| Sezona  | Klub              | Soutěž      | Zápasy | Góly |
| ------- | ----------------- | ----------- | ------ | ---- |
| 2011/12 | FC Spartak Trnava | Corgoň liga | 0      | 0    |
| 2012/13 | FC Spartak Trnava | Corgoň liga | 17     | 0    |
| 2013/14 | FC Spartak Trnava | Corgoň liga | 15     | 0    |
| 2014/15 | FC Spartak Trnava | Corgoň liga | 18     | 0    |
| 2014/15 | Piast Gliwice     | Ekstraklasa | 5      | 0    |
| 2015/16 | Piast Gliwice     | Ekstraklasa | 0      | 0    |

## Reprezentační kariéra
V letech 2012–2014 byl reprezentantem Slovenska do 21 let. V dubnu 2013 odchytal větší část přátelského utkání s Českou republikou, které skončilo porážkou slovenského týmu 0:1. S týmem U21 vyhrál v září 2014 3. kvalifikační základní skupinu (zisk 17 bodů) před druhým Nizozemskem (16 bodů), což znamenalo účast v baráži o Mistrovství Evropy hráčů do 21 let 2015 v České republice.